# Kawiarnia Fialkowski
Kawiarnia „Fialkowski” rum. Cafeneaua Fialkowski – kawiarnia działająca w Rumunii w latach 1853–1898, znajdująca się w Bukareszcie przy placu Teatru Narodowego 1 /Piața Teatrului Național/.
Założycielem lokalu był Antoni Fiałkowski /rum. Anton Fialkowski/, który wyemigrował do Rumunii po upadku powstania listopadowego. Po przybyciu do Bukaresztu początkowo prowadził przy ulicy Francuskiej /rum. Ulița Franțuzească/ w kamienicy „Pod niebieską gwiazdą” sklep z obuwiem, które sprowadzał z Wiednia. Po dwunastu latach, w 1853 założył w pobliżu Teatru Narodowego ekskluzywną kawiarnię, w której serwował francuskie słodycze, kawę i piwo. Znajdowały się tam również stoliki do gier towarzyskich m.in. domino i tryktraka oraz stoły bilardowe. W krótkim czasie lokal ten stał się znany i modny, a do bywalców zaliczały się najbardziej znane w mieście osoby oraz środowisko artystyczne m.in. Alexandru Xenopol, Ion Luca Caragiale, Duiliu Zamfirescu, Nicolae Filimon, Alexandru Macedonski, Matei Millo oraz Grigore Ventura. W kawiarni Fiałkowskiego przy kawie powstało wiele znanych utworów, a wnętrze lokalu zostało uwiecznione w utworach bywających tu pisarzy. Prawdopodobnie Antoni Fiałkowski pomagał polskim emigrantom w znalezieniu pracy i osiedleniu się w Bukareszcie. Po jego śmierci w 1898 lokal przejął Grek, który nadał lokalowi nazwę „Restaurantul Elysée” i całkowicie zmienił jego charakter. Kamienica w której mieściła się kawiarnia zburzono w 1938, na jej miejscu stoi obecnie hotel.